# Rhamnus rubra
Rhamnus rubra är en brakvedsväxtart. Rhamnus rubra ingår i släktet getaplar, och familjen brakvedsväxter.

## Underarter
Arten delas in i följande underarter:
- R. r. modocensis
- R. r. nevadensis
- R. r. obtusissima
- R. r. rubra
- R. r. yosemitana

## Bildgalleri

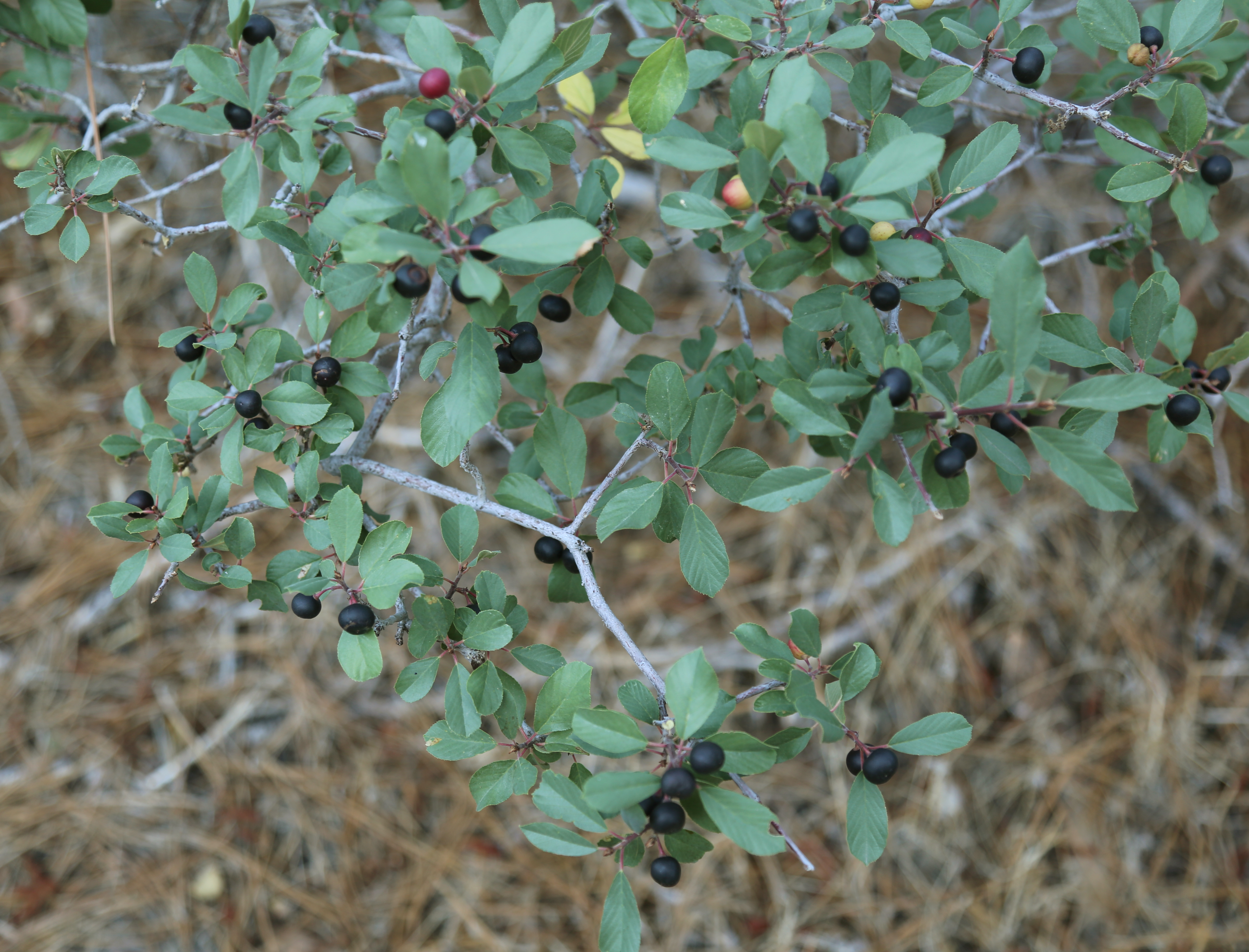
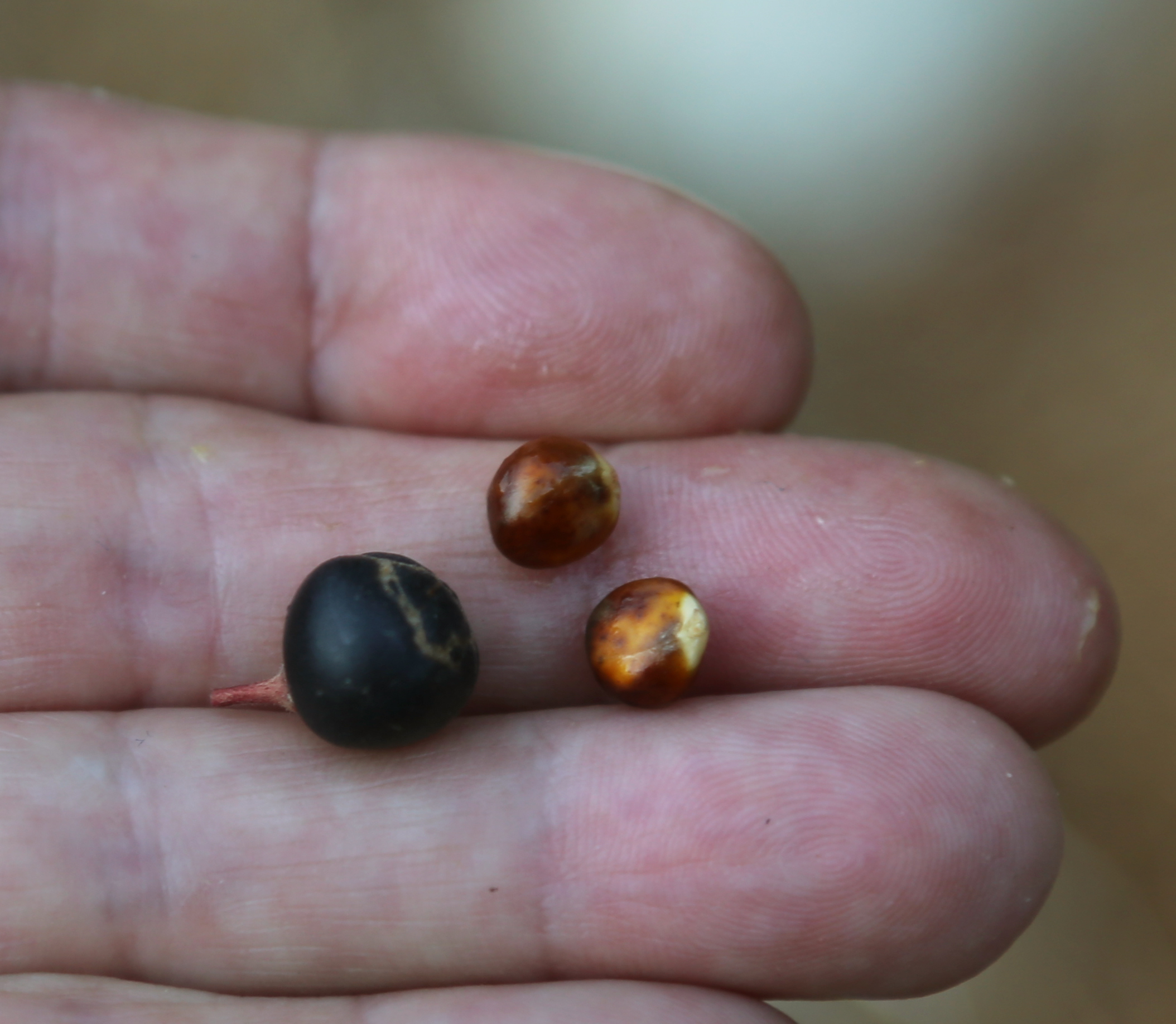